# 錢鍾書
钱锺书（1910年11月21日—1998年12月19日），原名仰先，字哲良，后改名鍾書，字默存，号槐聚，曾用笔名中书君，男，江苏无锡人，中国作家、文学研究家，亦是出生於吴越钱氏家族。曉暢多種外文，包括英、法、德語，亦懂拉丁文、意大利文、西班牙文等。作家、诗人兼講座教授余光中分析當代中文時，常稱道錢西學列於中國人之第一流。

## 生平

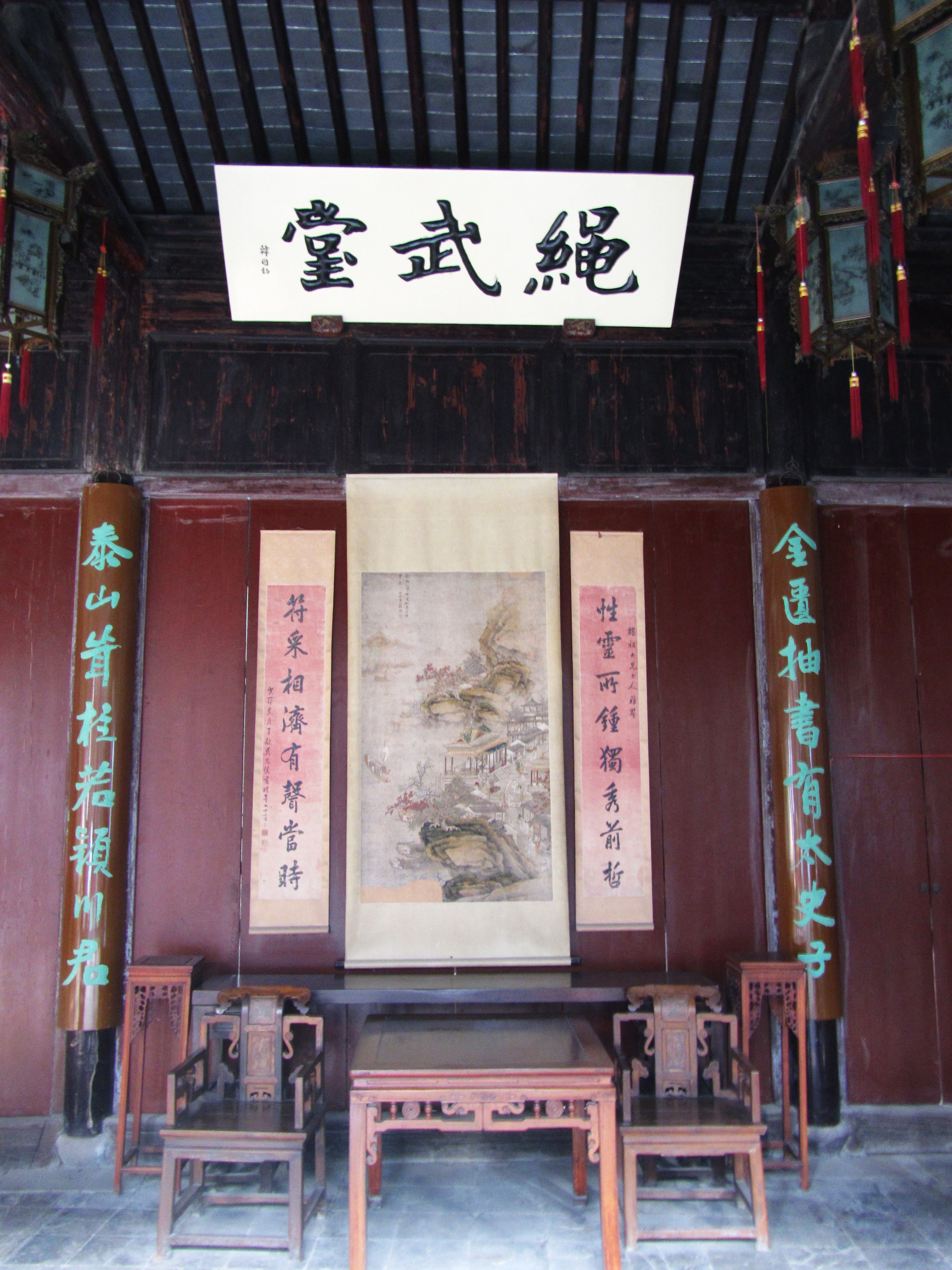
无锡钱锺书故居钱绳武堂

### 早年
錢鍾書是古文學家錢基博之子，幼年過繼給伯父錢基成，由伯父啟蒙。伯父上茶館聽說書，錢鍾書都跟去。伯母娘家是江陰富戶，抽大煙，早上起得晚，婆媳彼此看不起，後來伯父也染上大煙。父亲不敢当着哥哥管教锺书，可是抓到机会，就着实管教。六歲入秦氏小學，上學不到半年，大病一場，在家休養。十一歲，和錢鍾韓同考取東林小學一年級，這年秋天，伯父去世。十四歲考上蘇州桃塢中學。二十歲後，伯母去世。
1929年，鍾書考上清華大學，數學只考得15分，當時的校長羅家倫破格錄取。當時任文學院院長兼哲學系系主任的馮友蘭曾說，錢鍾書「不但英文好，中文也好，就連哲學也有特殊的見地，真是天才。」錢鍾書十八及二十學年的總成績為甲上，十九年則得到超等的破紀錄成績。
1933年夏，毕业於清华大学外文系，獲文學學士，赴上海光華大學任教。1935年與楊絳結婚，後考取第三屆庚子賠款公費留學資格，名列榜首，平均分數87.95是史上最高，留學英国牛津大学埃克塞特學院，其間女兒錢瑗出生。
1937年获得文学学士（BLitt）学位（其夫人楊絳原譯為“副博士學位”，後又修正為“文學學士”，该学位名称已被牛津校方更为“文学硕士”M. Litt.），隨後在盛澄華(1912-1970)的協助下赴法國巴黎大學從事一年的研究。

### 教師
1938年9月回國，錢剛回國時，经香港上岸，转去西南联大任教授，月薪300元。1939年秋天从昆明回沪探亲后，接到其父亲钱基博来信要其去湖南照顾，故没有回昆明而到湖南藍田國立師範學院教書，1941年暑假，錢鍾書去上海探親，再也沒有回蓝田。錢鍾書在小说《围城》中成功塑造了一批特点鲜明的知识分子，生动地再现当时知识分子的普遍状态与心态，与他在西南联大的经历是有关系的。書評家夏志清先生認為《围城》是“中國近代文學中最有趣、最用心經營的小說，可能是最偉大的一部”。此後在西南聯大、震旦女子文理學院、暨南大學任教。1949年任清華大學外文系教授，後獲評爲一級教授。

### 著述
1938年，錢鍾書留居藍田兩年，寫了《談藝錄》的一半。兩年後回到上海，又寫了《談藝錄》的後一半。此書於1942年完稿。《談藝錄》問世後，廣受好評。文史家曹聚仁說：“勝利以後，回到上海，讀了錢鍾書先生的《談藝錄》，才算懂得一點舊詩詞”。夏志清認為“錢著《談藝錄》是中國詩話裡集大成的一部巨著，也是第一部廣采西洋批評來譯註中國詩學的創新之作。”然而，海外學者一開始對於《談藝錄》的評價並不高。夏志清就說過，“儘管該書‘眼光正確，範圍驚人，旁徵博引……卻沒有能替中國詩的急需重新估價立下基礎’”。
1950年到1953年，钱锺书担任《毛泽东选集》1-3卷英译委员会委员，花费了大量精力翻译毛泽东著作，几乎没有发表文章。
1957年，錢鍾書的《宋詩選注》出版，不久即遭到批判。他在序言中指摘宋诗的缺点称：“宋诗还有个缺陷，爱讲道理，发议论；道理往往粗浅，议论往往陈旧，也煞费笔墨去发挥申说。”當時在台灣的胡適看過這本選注說：“黃山谷的詩祇選四首，王荊公、蘇東坡的略多一些。我不太愛讀黃山谷的詩。錢鍾書沒有用經濟史觀來解釋，聽說共產黨要清算他了。”“他是故意選些有關社會問題的詩，不過他的註確實寫得不錯。還是可以看的。”錢鍾書本人則表示因为“从未出过风头，骂过什么人……享受了“沉默的自由””。
1960年，钱锺书又参加了毛泽东诗词英译本的定稿工作。
1969年11月，下放至河南罗山中国科学院哲学社会科学部的“五七干校”，不久，随“五七干校”迁至淮河边上的河南息县东岳。1970年7月，杨绛也来干校。在“五七干校”，钱锺书一度担任过信件收发工作。
1970年6月，女婿王德一在清查“5.16”运动中被逼自杀。
1972年3月回京，开始写作《管锥编》。1979年，在其学术代表作《管锥编》中，钱锺书不仅通过传统的训诂方法澄清了许多学术史上之公案，更在大量文献梳理与互证的基础上，作了大量精辟与独到的评论。是集數十年功力的學術钜著，尤其對比較文學有所貢獻。該書為集合各種學科知識，對中國古典如《周易正義》、《毛詩正義》、《左傳正義》、《史記會注考證》、《老子王弼注》、《焦氏易林》、《楚辭洪興祖外傳》、《太平廣記》和《全上古三代秦漢三國六朝文》等進行論述，自成一家之言，他也因此被推為現在中國的文化批評大師。《管錐編》據說起草於1972年，是文革中期，錢當時無家可歸，住在文學所的一間小辦公室裡。據《談藝錄》、《管錐編》責任編輯周振甫記載，錢當時的書桌既是飯桌，晚上還要當床。

### 晚年
1978年赴意大利出席第26届欧洲汉学会议。1979年参加中国社会科学院代表团赴美国访问。1982年任中國社會科學院副院長。
1994年因病住院。1998年12月19日上午7時38分病逝于北京医院，享壽88歲。钱锺书临终遗言：“遗体只要两三个亲友送送，不举行任何仪式，恳辞花篮花圈，不留骨灰。”

## 評價
夏志清說錢鍾書“才氣高，幽默，很會諷刺人。他什麽人都看不起，當時聯大的教授恨他的也不少。他雖然一方面仍是謙虛，但是恃才傲物”。據說錢對西南聯大外文系幾位教授有這樣的評價：“葉公超太懶，吳宓太笨，陳福田太俗”。錢讀書愛做眉批，於是清華圖書館的藏書上便到處有了“錢批”。錢鍾書早年“好義山、仲則風華綺麗之體，為才子詩，全恃才華為之”，陳衍則批評他：“湯卿謀不可為，黃仲則尤不可為”，因而改弦易轍，奉衍若神明。宋以后集部殆无不过目。
夏承燾在1948年9月17日的《天風閣學詞日記》中說過，“閱錢鍾書《談藝錄》，博聞強記，殊堪愛佩。但疑其書乃積卡片而成，取證稠疊，無優遊不迫之致。近人著書每多此病”。
錢鍾書在文學典故，比較文學，文化批评等领域皆有成就，推崇者甚至冠以「錢學」。錢氏雖通宋詩，而《宋詩紀事補正》成書過於倉促，不免瑕疵，有人甚至以為刪削過多。亦有人指出钱的批评是“尖刻无情地科学”。
钱锺书去世后，学者王元化评道：“钱锺书的离开标志着出生于20世纪初的那一代学者的终结。”学者余英时则认为他的逝世“象征了中国古典文化和20世纪同时终结”。

## 逸事

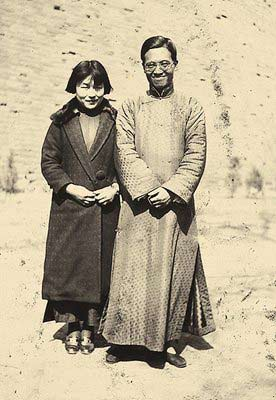
1934年，杨绛和钱锺书在北平。

1935年，钱锺书初到牛津，就吻了牛津的地，磕掉大半個門牙：“锺书摔了跤，自己又走回來，用大手絹捂著嘴。手絹上全是鮮血，抖開手絹，落下半枚斷牙，滿口鮮血。”楊絳急得不知怎樣能把斷牙續上。幸同寓都是醫生，他們教楊絳陪锺书趕快找牙醫，拔去斷牙，然後再鑲假牙。
錢鍾書的妻子楊絳（本名楊季康）是江蘇無錫人，1911年出生於北京。楊絳於1932年春天考入北京清華大學，期間邂逅錢鍾書。據聞兩人初次見面，錢鍾書就說：「我沒有訂婚。」楊絳則回答：「我也沒有男朋友。」就這樣才子配上佳人，繼而於1935年共結連理。
胡適與錢鍾書夫婦有數面之緣，但胡適晚年在台灣曾表示沒見過錢鍾書。杨绛在《怀念陈衡哲》一文披露胡适与钱锺书不僅认识，還一起在陈衡哲夫婦家“吃个家常tea”。钱锺书见过胡适是由合众图书馆馆长顾廷龙介绍的，钱锺书和胡適都常在合众图书馆看書。胡適还在一小方白纸上用铅笔寫过一首旧体诗送钱锺书，杨绛只記得其中两句：“几支无用笔，半打有心人。”這張小紙杨绛把它保存到文革期间才毁掉。這首《题唐景崧先生遗墨》是胡适写于九一八事变之后第二天，是陈寅恪请他题词，全文為“南天民主国，回首一伤神。黑虎今何在？黄龙亦已陈。几支无用笔，半打有心人。毕竟天难补，滔滔四十春。”。唐景崧是陈寅恪夫人的祖父。胡適本人可能相當滿意這首詩，1931年，胡适還在致周作人信中一附诗云：“几支无用笔，半打有心人，毕竟天难补，滔滔四十春。”
钱锺书晚年饱受多种疾病折磨，计有哮喘、喉炎、肺气肿、高血压、前列腺、白内障、急性大脑皮层缺氧、腱鞘炎、输尿管肿瘤、膀胱癌、急性肾功能衰竭等，接受多次手术，左肾切除。乃至于1998年逝世后，遗体解剖才发现胃中尚有一大肿瘤。女儿钱瑗亦因骨癌59岁辞世。夫人杨绛则直到101岁左右才发现有心衰症状，105岁时去世。

## 著作

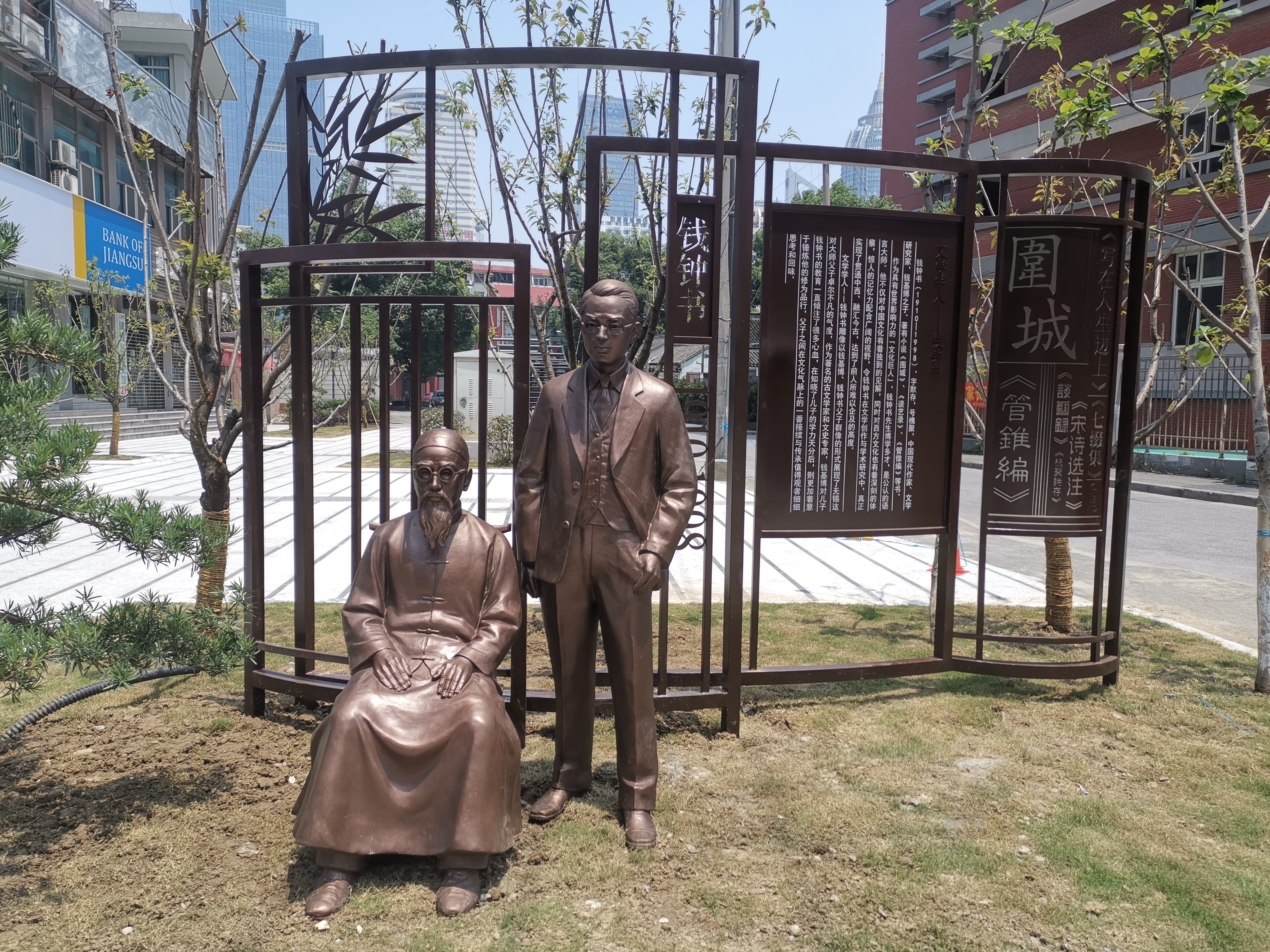
钱锺书家族雕塑

- 论文：《十八世紀英國文學裏的中國》（牛津大学B.Litt.学位论文，1937）、《古典文学研究在现代中国》（錢鍾書参加意大利米兰举行的欧洲汉学家第26次大会的演讲，1978）
- 散文集：《写在人生边上》（1941）
- 小说：《猫》（1945）
- 中短篇小说集：《人·兽·鬼》（1946）
- 长篇小說：《围城》（1947）
- 学术著作：诗论《谈艺录》（1948）、《宋诗选注》（1958）、《管锥编》全五册（1979）、《七缀集》(1985)等
- 诗集：《槐聚诗存》（1995）
- 其他作品：《诗可以怨》（后收入《七缀集》）（《文学评论》1981年1期）、《也是集》（1984）、《模糊的铜镜》（《随笔》1988年第5期）、《石语》（1996）、《容安馆札记》、《钱锺书英文文集》[30]（2003）、《宋诗纪事补正》（2005）[31]

## 家庭
父亲錢基博。伯父錢基成。堂弟钱锺韩为工程热物理学家。
妻子杨绛为翻譯家、作家，女儿钱瑗为北京师范大学教授。